# Francisco Silva Dias
Francisco David Carvalho da Silva Dias (Lisboa, 19 de Julho de 1930) é um arquitecto português.

## Biografia
Diplomado em Arquitectura pela Escola Superior de Belas-Artes de Lisboa no ano de 1957, com um trabalho sobre o tema Aspectos do Problema da Habitação em Portugal: Projecto de uma Unidade de Habitação Colectiva, Silva Dias doutorou-se, em 2000, pela Universidade Técnica de Lisboa (Faculdade de Arquitectura) com uma tese no ramo do Planeamento Urbanístico intitulada Raízes e Perspectivas do Urbanismo Meridional Português: A Arte Urbana dos Aglomerados Portugueses de Influência Mediterrânica
Iniciou o seu trabalho como arquitecto no ano de 1957, trabalhando para a Câmara Municipal de Almada no Gabinete de Urbanização.
Em 1958 colaborou no Inquérito à Arquitectura Popular em Portugal realizado pelo Sindicato Nacional dos Arquitectos e em 1963 foi eleito para a Direcção deste mesmo sindicato mas não chegou a tomar posse por ter sido impedido, por motivos políticos, pelo Ministério das Corporações.
Em 1960 trabalhou para a Câmara Municipal de Lisboa no Gabinete Técnico de Habitação (GTH).
No período de 1990 a 1992, foi Presidente da Associação dos Arquitectos Portugueses.
Foi docente no Curso de Arquitectura da Escola Superior de Belas Artes de Lisboa, posteriormente na Faculdade de Arquitectura da Universidade Técnica de Lisboa.
Exerceu, entre 2006 e 2011 as funções de Provedor da Arquitectura da Ordem dos Arquitectos.
É actualmente membro da Assembleia Municipal de Lisboa.

## Obras

### Projectos
- 1959: Projecto da Escola Técnica de Saurimo (Luanda)[5]
- 1962: Projecto de urbanização de Chelas, Lisboa (com José Rafael Botelho e J. Reis Machado)[6][7]
- 1963: Projecto de urbanização da Península de Setúbal (com José Rafael Botelho)[6][7]
- 1970: Plano de recuperação do Vale Escuro - Alto da Eira, Lisboa[7]
- 1974: Complexo residencial do Alto do Zambujal, Lisboa[7]
- 1980: Proposta finalista do concurso de remodelação urbana do Martin Moniz, Lisboa[7]
- 1987: Vencedor do concurso para um projecto de ordenamento da Praça de Portugal, (Setúbal) (com J. A. Lobo de Carvalho)[6][7]
- 1988: Vencedor do concurso para um projecto de aproveitamento da Quinta do Correio-Mor, Loures (com Ana Conduto e Ana Silva Dias)[6][7]
- 1988: Proposta de ideias para Lisboa, premiada no concurso «Lisboa e o Rio»[7]
- 1998: Programa base da grande obra de remodelação e ampliação do Teatro São Luiz, Lisboa[8]
- Centro urbano de Santo André[7]
- Recuperação do edifício dos Paços do Concelho, Praça do Município, Lisboa

### Livros
- Arquitectura Popular em Portugal. Lisboa: Sindicato Nacional dos Arquitectos, 1961 (co-autor).[9]
- Contos da memória que falece. Lisboa: Fonte da Palavra, 2011. ISBN 978-989-667-059-7[10]

## Homenagem
A Câmara Municipal de Almada organizou em 2006/07 uma exposição intitulada: "1950 – 2000 Cinquenta anos de Arquitectura e Urbanismo em Portugal através da obra de Francisco da Silva Dias"